# Ibn Malik
Ibn Malik, född 1204 i Jaén i nuvarande Spanien, död 1274 i Damaskus, var en  arabisk grammatiker och författare.
Ibn Malik ansågs som sin tids största filolog. Hans mest bekanta verk är Alfiya, en versifierad framställning av den arabiska grammatiken, som kommenterats flitigt och givits ut flera gånger.